# Cotter Smith
Joseph Cotter Smith (* 29. Mai 1949 in Washington, D.C.) ist ein US-amerikanischer Schauspieler.

## Leben
Joseph Cotter Smith ist der Sohn von Madeline Cotter und John Lewis Smith, Jr., einem ehemaligen Bundesrichter. 1972 erhielt er seinen Bachelor in Literatur am Trinity College in Hartford, Connecticut. Ab 1978 studierte er mit Stella Adler am The Actors Studio in New York City. Anschließend spielte er mehrere Jahre Theater, bevor er 1983 mit dem von Mike Newell inszenierten Fernsehdrama Verfolgt bis in den Tod mit seiner Darstellung des Robert F. Kennedy an der Seite von Danny Aiello und Ernest Borgnine seine erste große Rolle in einem Spielfilm hatte.
Smith ist zum dritten Mal verheiratet. Von 1972 bis 1980 war er mit Christina Egloff verheiratet. Gemeinsam mit der Schauspielerin Mel Harris, mit der er eine gemeinsame Tochter hat, war er von 1988 bis 1996 verheiratet. Seit dem 31. März 2001 ist er mit Heidi Mueller verheiratet.

## Filmografie (Auswahl)

### Film
- 1983: Verfolgt bis in den Tod (Blood Feud)
- 1985: Rape – Die Vergewaltigung des Richard Beck (The Rape of Richard Beck)
- 1987: Hautnah Verfolgt (Lady Beware)
- 1988: Cameron (Cameron's Closet)
- 1989: Mein Partner mit der kalten Schnauze (K-9)
- 1991: Eine Frau ohne Vergangenheit (The Last Prostitute)
- 1992: Der Himmel kennt keine Tränen (A Message from Holly)
- 1993: Ich will neue Eltern (A Place to Be Loved)
- 1993: Todeskampf auf hoher See (Desperate Journey: The Allison Wilcox Story)
- 1993: Zum Abschuß freigegeben (With Hostile Intent)
- 1996: Invader – Besuch aus dem All (Invader)
- 1997: Reise in die Zeitlosigkeit (Reise in die Zeitlosigkeit)
- 2000: Weites Feld der Hoffnung (Run the Wild Fields)
- 2003: X-Men 2 (X2)
- 2010: Ein Leben für den Tod (You Don't Know Jack, Fernsehfilm)
- 2011: Friends with Kids
- 2023: Rustin

### Serie
- 1990–1991: Equal Justice (26 Folgen)
- 1993: L.A. Law – Staranwälte, Tricks, Prozesse (L.A. Law, 3 Folgen)
- 1995: Courthouse (6 Folgen)
- 2001–2005: Für alle Fälle Amy (Judging Amy, 4 Folgen)
- 2004–2005: Tru Calling – Schicksal reloaded! (Tru Calling, 6 Folgen)
- 2005–2006: Night Stalker (8 Folgen)
- 2012: Damages – Im Netz der Macht (Damages, Folge 5x10)
- 2012: Person of Interest (3 Folgen)
- 2013–2015: The Americans (7 Folgen)
- 2014: Revolution (5 Folgen)
- 2017–2019: Mindhunter (8 Folgen)